# Rio Acampamento
O Rio Acampamento é um rio do Distrito Federal brasileiro, afluente do Ribeirão Bananal.